# Tortue fluviale de l'Inde
Batagur baska
Espèce
Synonymes
- Emys baska Gray, 1830
- Emys batagur Gray, 1830
- Trionyx cuvieri Gray, 1830
- Tetraonyx longicollis Lesson, 1831
- Emys tetraonyx Temminck & Schlegel, 1834
- Tetraonyx lessonii Duméril & Bibron, 1835

Statut de conservation UICN

 CR A2acd+4cd; C1+2a(i) : 
En danger critique
Statut CITES
Batagur baska, la tortue fluviale des Sundarbans ou Batagur malais, est une espèce de tortues de la famille des Geoemydidae. Elle fait partie de la liste des 100 espèces les plus menacées au monde établie par l'UICN en 2012.

## Répartition
Cette espèce se rencontre en Orissa et au Bengale-Occidental en Inde, au Bangladesh et en Birmanie.
Sa présence en Thaïlande est incertaine.

## Description
C'est une grande tortue aquatique.

## Population et conservation
Elle est extrêmement menacée en raison de la chasse, pour sa viande et ses œufs, qu'elle subit. Elle fait partie de la liste des 100 espèces les plus menacées au monde établie par l'UICN en 2012.

## Habitat
Elle fréquente les eaux douces et saumâtres.

## Publication originale
- Gray, 1830 : Illustrations of Indian Zoology, chiefly selected from the collection of Major - General Hardwicke. London, vol. 1, p. 1-263 (texte intégral).